# Futasujinus towadensis
Futasujinus towadensis är en insektsart som beskrevs av Matsumura 1914. Futasujinus towadensis ingår i släktet Futasujinus och familjen dvärgstritar. Inga underarter finns listade i Catalogue of Life.